# Самтредский муниципалитет
Самтредский муниципалитет (груз. სამტრედიის მუნიციპალიტეტი  samt’rediis municipʼalitʼetʼi) — муниципалитет в Грузии, входящий в состав края Имеретия. Находится на западе Грузии, на территории исторической области Имеретия. Административный центр — Самтредиа. 

## История
Самтредский район был образован в 1929 году в составе Кутаисского округа, с 1930 года в прямом подчинении Грузинской ССР. В 1951—1953 годах входил в состав Кутаисской области. 7 апреля 1964 года был переименован в Цулукидзевский район. 23 декабря 1964 года из Цулукидзевского района был выделен самостоятельный Самтредский район.

## Население
По состоянию на 1 января 2018 года численность населения муниципалитета составила 45 907 жителей, на 1 января 2014 года — 60,1 тыс. жителей.
Согласно переписи 2002 года население района (муниципалитета) составило 60 456 чел. По переписи 2014 года — 48 562 чел.
| Грузины | Русские | Армяне | Украинцы | Осетины | Абхазы | Азербайджанцы | Греки  |
| 97,4 %  | 1,1 %   | 1,0 %  | 0,13 %   | 0,06 %  | 0,05 % | 0,04 %        | 0,04 % |

| Грузины       | 47 779 | 98,39 %  |
| Армяне        | 379    | 0,78 %   |
| Русские       | 218    | 0,45 %   |
| Украинцы      | 57     | 0,12 %   |
| Цыгане (боша) | 34     | 0,07 %   |
| Азербайджанцы | 23     | 0,05 %   |
| Ассирийцы     | 18     | 0,04 %   |
| Осетины       | 12     | 0,02 %   |
| Абхазы        | 8      | 0,02 %   |
| Греки         | 7      | 0,01 %   |
| другие        | 27     | 0,06 %   |
| всего         | 48 562 | 100,00 % |

## Административное деление
Территория муниципалитета разделена на 15 сакребуло:
- 1 городское (kalakis) сакребуло:
- 1 поселковых (dabis) сакребуло:
- 8 общинных (temis) сакребуло:
- 5 деревенских (soplis) сакребуло:

## Список населённых пунктов
В состав муниципалитета входит 50 населённых пунктов, в том числе 1 город и 1 пгт.
- г. Самтредиа (груз. სამტრედია)
- пгт Кулаши (груз. კულაში)
- Ахалсопели (груз. ახალსოფელი)
- Баши (груз. ბაში)
- Бугнара (груз. ბუღნარა)
- Вазисубани (груз. ვაზისუბანი)
- Ганири (груз. ღანირი)
- Гвимрала (груз. გვიმრალა)
- Гомнатехеби (груз. გომნატეხები)
- Гоммухакруа (груз. გომმუხაყრუა)
- Гормагали (груз. გორმაღალი)
- Даблагоми (груз. დაბლაგომი)
- Дапнари (груз. დაფნარი)
- Джиктубани (груз. ჯიქთუბანი)
- Диди Джихаиши (груз. დიდი ჯიხაიში)
- Диди-Опети (груз. დიდი ოფეთი)
- Добиро (груз. დობირო)
- Зеда-Эцери (груз. ზედა ეწერი)
- Земо-Абаша (груз. ზემო აბაშა)
- Земо-Нога (груз. ზემო ნოღა)
- Земо-Толеби (груз. ზემო ტოლები)
- Ианети (груз. იანეთი)
- Квакуде (груз. ქვაყუდე)
- Кведа-Эцери (груз. ქვედა ეწერი)
- Квемо-Абаша (груз. ქვემო აბაშა)
- Квемо-Нога (груз. ქვემო ნოღა)
- Квирике (груз. კვირიკე)
- Кетилаури (груз. კეთილაური)
- Кечинари (груз. კეჭინარი)
- Кормагали (груз. კორმაღალი)
- Мелаури (груз. მელაური)
- Мицабогира (груз. მიწაბოგირა)
- Мтерчвеули (груз. მტერჩვეული)
- Мтисдзири (груз. მთისძირი)
- Набакеви (груз. ნაბაკევი)
- Нацилопети (груз. ნაწილოფეთი)
- Нигорзгва (груз. ნიგორზღვა)
- Нинуакутхе (груз. ნინუაკუთხე)
- Очопа (груз. ოჭოფა)
- Патара-Опети (груз. პატარა ოფეთი)
- Патара-Эцери (груз. პატარა ეწერი)
- Саджавахо (груз. საჯავახო)
- Толеби (груз. ტოლები)
- Тхилагани (груз. თხილაგანი)
- Хиблари (груз. ხიბლარი)
- Хунджулаури (груз. ხუნჯულაური)
- Циагубани (груз. წიაღუბანი)
- Цивцкала (груз. ცივწყალა)
- Чагани (груз. ჭაგანი)
- Чогнари (груз. ჭოგნარი)
- Чхениши (груз. ჩხენიში)